# Claxton (Géorgie)
Pour les articles homonymes, voir Claxton.
La ville américaine de Claxton est le siège du comté d'Evans, dans l’État de Géorgie. Lors du recensement de 2000, sa population s’élevait à 2 276 habitants.

## Démographie
| 1900 | 1910  | 1920  | 1930  | 1940  | 1950  |
| ---- | ----- | ----- | ----- | ----- | ----- |
| 553  | 1 008 | 1 265 | 1 584 | 1 808 | 1 923 |

| 1960  | 1970  | 1980  | 1990  | 2000  | 2010  |
| ----- | ----- | ----- | ----- | ----- | ----- |
| 2 672 | 2 669 | 2 694 | 2 464 | 2 276 | 2 746 |

## Source
- (en) Cet article est partiellement ou en totalité issu de l’article de Wikipédia en anglais intitulé « Claxton, Georgia » (voir la liste des auteurs).